# Panzer General
Panzer General è un videogioco di strategia a turni su mappa esagonale, basato sulla tattica militare a livello di corpo d'armata ed ambientato nella seconda guerra mondiale, sviluppato da Strategic Simulations e distribuito nell'anno 1994.

## Modalità di gioco
Nei panni di un generale della Wehrmacht è possibile ripercorrere tutte le principali battaglie della seconda guerra mondiale e, a seconda dei successi o degli insuccessi, progredire fino ad arrivare all'ipotetica invasione degli Stati Uniti.
Panzer General contiene 38 scenari, basati su battaglie reali o fittizie, avvenute durante la seconda guerra mondiale. Il giocatore può cimentarsi in una singola battaglia o in modalità "campagna", in 5 differenti campagne.

## Campagne
- Polonia (1939): dall'inizio fino alla fine della guerra.
- Nord Africa (1941): dalla campagna del Nord Africa fino alla conquista del Medio Oriente.
- Barbarossa (1941): dall'attacco all'Unione Sovietica fino alla conquista di Mosca.
- Husky (1943): dallo sbarco Alleato in Sicilia fino alla fine della guerra.
- Kharkiv (1943): dalla controffensiva tedesca, successiva alla battaglia di Stalingrado, fino alla fine della guerra.

## Sequel
- Allied General
- Pacific General
- Panzer General II
- People's General
- Panzer General 3D: Assault
- Panzer General III: Scorched Earth
- Panzer General: Allied Assault
- Panzer General: Allied Assault board game